# 283

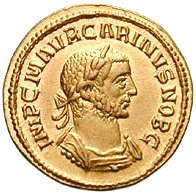
Keizer Carinus (250 - 285)

Het jaar 283 is het 83e jaar in de 3e eeuw volgens de christelijke jaartelling.

## Gebeurtenissen

### Italië
- In Rome worden Marcus Aurelius Carus Augustus en zijn zoon Marcus Aurelius Carinus, door de Senaat gekozen tot consul van het Imperium Romanum.
- 17 december - Paus Cajus (283 - 296) volgt Eutychianus op als de achtentwintigste paus van Rome. Tijdens zijn pontificaat kunnen leken geen bisschop worden.

### Perzië
- Keizer Carus trekt met een expeditieleger door Thracië en Klein-Azië. Na een lange mars door de woestijn, verovert hij Seleucia en Ctesiphon (hoofdstad van het Perzische Rijk).
- Carus overlijdt na een succesvolle veldtocht tegen de Sassaniden, hij wordt tijdens een zandstorm dood aangetroffen in zijn tent. Waarschijnlijk door blikseminslag of ziekte.
- Marcus Aurelius Numerianus, jongste zoon van Carus, wordt in het Oosten door het Romeinse leger uitgeroepen tot keizer.

### Europa
- Carinus volgt zijn vader Carus op als keizer van het Romeinse Rijk. In Gallië maken de Bagaudae het platteland onveilig door plundering.

## Geboren
- Eusebius van Vercelli, Italiaans geestelijke (overleden 372)
- Lucia van Syracuse, christelijke martelares en heilige (overleden 304)

## Overleden
- 7 december - Eutychianus, paus van de Katholieke Kerk
- Marcus Aurelius Carus (59), keizer van het Romeinse Rijk